# Новинський Вадим Владиславович
Вади́м Владисла́вович Новинський (рос. Вадим Владиславович Новинский; нар. 3 червня 1963, Стара Русса, Новгородська область, РРФСР) — російський та український бізнесмен вірменського походження; олігарх, український проросійський політик, засновник БФ «На честь покрови пресвятої Богородиці». Офіційно вся бізнес-діяльність Новинського розташовується в Україні. Протодиякон і куратор УПЦ МП (РПЦвУ).
Засновник фінансово-промислової групи Смарт-Холдинг та власник блокувального пакету компанії Метінвест. Депутат ВРУ, 7-го, 8-го та 9-го скликань (2013—2022). Позафракційний, у минулому член проросійської партії Опозиційний блок у ВРУ, колишній член Партії регіонів. Представник України в ПАРЄ з 21 грудня 2016 року.
Активно протидіяв проведенню Об'єднавчого собору українських православних церков, зокрема, зі своїми охоронцями вивіз із Києва митрополита УПЦ (МП) Агапіта (Бевцика), який мав намір долучитися до Об'єднавчого собору.
23 квітня 2020 року стало відомо, що предстоятель РПЦвУ митрополит Онуфрій (Березовський) висвятив Новинського на диякона. Офіційно про це не повідомлялося; неофіційно датою хіротонії називалося 7 квітня. Новинський як диякон уперше публічно служив у Києво-Печерській лаврі 7 червня на свято П'ятдесятниці. 21 червня служив уже з двома богослужебними нагородами — подвійним орарем і камилавкою, якими, згідно з чинними правилами, дияконів мають нагороджувати відповідно через п'ять і 15 років після рукоположення.
6 липня 2022 року склав повноваження народного депутата України, пояснивши це війною та окупацією Маріуполя росіянами. У листопаді 2022 року передав активи в траст, після чого не має бенефіціарної участі в Групі Смарт-Холдинг та не здійснює жодного контролю над діяльністю або процесами Групи.
Після повномасштабного вторгнення РФ до України склав повноваження депутата і переховується закордоном.

## Життєпис
Див. також: Новинський Вадим Владиславович § Політика
Народився 3 червня 1963 року в Старій Руссі Новгородської області в РРФСР. Батько — Рудольф Ервандович Малхасян; брат — Ашот Малхасян.
Закінчив Академію цивільної авіації (Ленінград, 1985 рік), за фахом інженер систем управління. Має значний підприємницький та менеджерський досвід, займався науковою діяльністю.[джерело?]
- 1985—1989 — Петрозаводський авіазагін (Карельська АРСР);
- 1989—1991 — Кафедра систем управління та обчислювальної техніки Академії цивільної авіації (Ленінград);
- 1991—1996 — Центр перспективних досліджень (Санкт-Петербург);
- 1996—1998 — Представництво компанії «Лукойл-Північ-Захід» (Санкт-Петербург);
- 1998 — участь в приватизації Інгулецького ГЗК та Південного ГЗК;
- 1998—2002 — ТД «Лукойл-Північ-Захід» (пізніше — Торговий дім «Північ-Захід-Ойл»);
- 2004—2007 — Голова Наглядової Ради ВАТ «Інгулецький гірничо-збагачувальний комбінат» (Кривий Ріг)
- 2007 — у Києві створив і очолив «Смарт-Холдинг»
- У 2013, 2014 та 2019 роках був обраний депутатом Верховної Ради України VII, VIII та IX скликання[24]
- листопад 2022 — передав активи групи Смарт-Холдинг до трасту, припинивши контроль над групою[22][21].
- січень 2022 — перед початком повномасштабного російського вторгнення до України виїхав до Німеччини[25].

## Погляди
Був посередником між Януковичем і митрополитом РПЦвУ Володимиром Сабоданом.
Проявив себе як великий прихильник впливу РПЦ на українську церкву. У червні 2018-го у складі делегації зі священників УПЦ (МП) відвідав власним чартерним літаком патріарха Варфоломія в Стамбулі. Вадим просив патріарха відмовитись надавати духовну незалежність (Томос) від Москви. Патріарх не запрошував делегацію, а прийняв після їхніх прохань.
З ним були митрополити РПЦвУ: Одеський Агафангел, Донецький Іларіон, Кам'янець-Подільський Феодор та Бориспільський Антоній.
|                     | Я [...] сказав Патріарху Варфоломію: якщо якийсь документ буде наданий, [...] у нас в країні почнеться громадянська війна. Вона буде, коли за храми, що належать канонічній церкві, почнуть бої бандити[...] Тільки тепер вони будуть вважати, що мають на це законні підстави. За останні роки захоплено понад 50 наших храмів. Ось тільки називаєте цих людей «активістами», а я вважаю їх бандитами [...] Я не знаю буду або не буду щось організовувати, але я точно буду захищати нашу святиню - Київську Свято-Успенську Лавру. |
| — Вадим Новинський, | |

У листопаді 2021 року Новинський заявив, що до фінансування тероризму не має стосунку.

## Українське громадянство
29 травня 2012 року — президент Янукович надав громадянство України Новинському за «визначні заслуги перед Україною».

## Статки
- 2010 — посів 6-е місце в рейтингу Найбагатші люди України 2010 за версією журналу «Фокус».
- 2012 — зайняв 2 місце у рейтингу 200 найзаможніших людей України ($4,373 млрд)
- 2013 — посів п'яте місце ($3,273 млрд), пропустивши вперед іншого олігарха Фірташа ($3,327 млрд)[32].
- 2019 — у рейтингу журналу «НВ» «топ-100 найбагатших українців», опублікованому у жовтні 2019 року, статки оцінено у $1,767 млрд (зменшення на 22 % проти 2018 року)[33].
- 2021 — зайняв 3-є місце у рейтингу «ТОП-100 найбагатших українців» за версією журналу «НВ», його статки склали $2,4 млрд (приріст 50 % проти 2020)[34].
- 2022 — при оцінці статків Новинського у лютому 2022 року на рівні $3,5 млрд, за 2022 рік він втратив $2,1 млрд (у квітні 2023 Forbes оцінив статки на рівні $1,4 млрд[35].

## Власність[36][37]
- Смарт-груп (основний власник);
- Торгово-фінансова фірма «Сантіс»
- Сагро;
- Смарт-холдинг (основний власник);
- Метінвест (блокуючий пакет);
- Яковлівське родовище залізних руд;

### Суднобудівнізаводи
- Херсонський суднобудівний завод;
- Чорноморський суднобудівний завод (ЧСЗ) (Миколаїв), який умисно довели до банкрутства[38][39][40];

### Продовольчі холдинги
- «Верес», популярний в Україні виробник продуктів харчування;
- Калитянський бекон;
- Страхова компанія «Промислово-страховий альянс» (до 2022);
- Завод «Днепропресс»;
- [41] Субхолдинг «Смарт-Нерудпром»;
- Будівельна компанія «Криворіжаглобуд»;
- Девелоперська компанія «Юджин» (Київ);

### Видобуток газу
- Smart Energy[42].

### Фінанси
- Юнекс-Банк (до квітня 2021)

### Агробізнес
2012 року журнал «Фокус» розмістив бізнесмена в списку 20 найуспішніших аграріїв України, де він разом з компаньйоном Рінатом Ахметовим посів шосте місце (агрохолдинг HarvEast Holding — земельний банк — 220 000 га).

## Політика

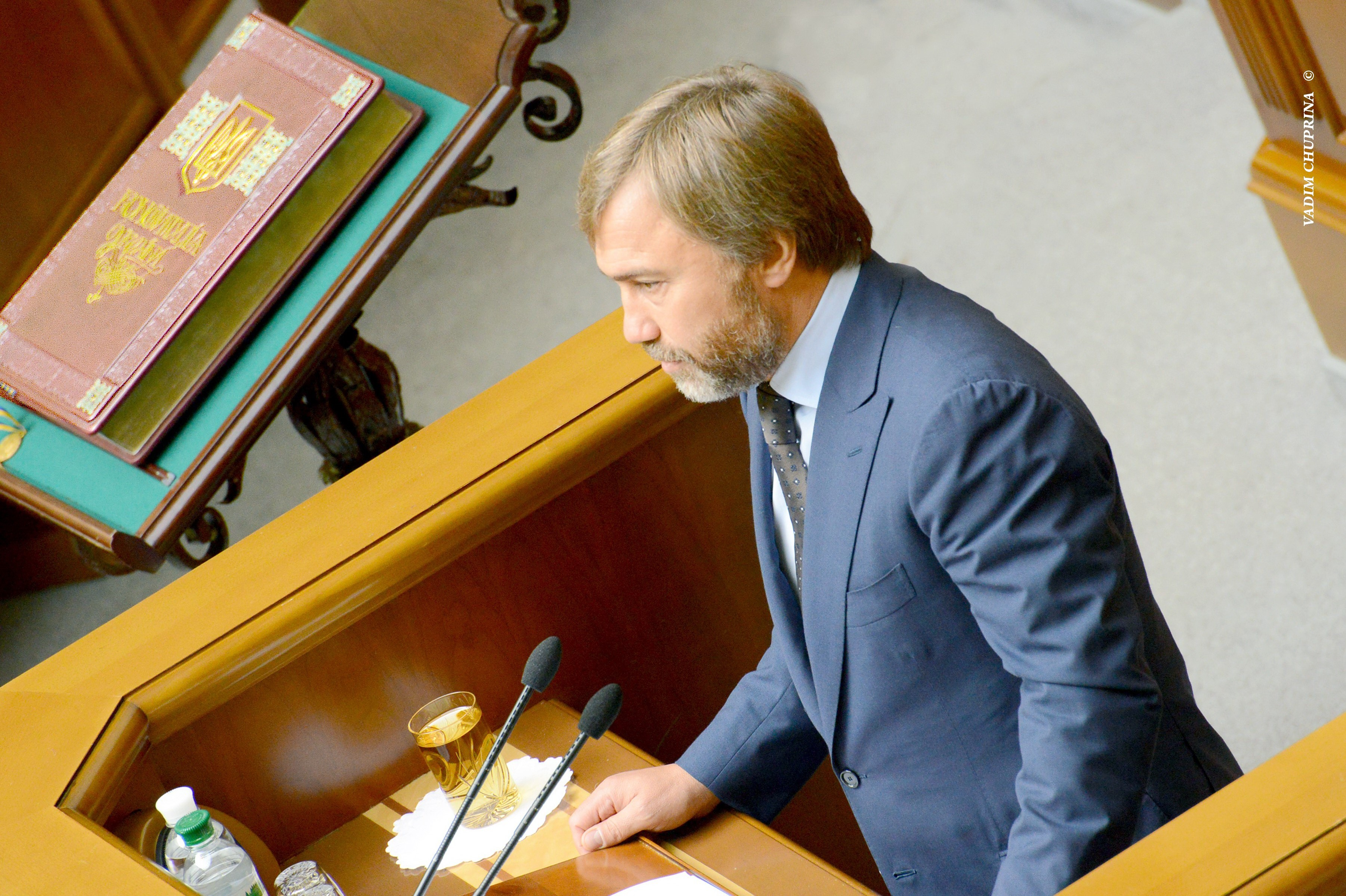
На виступі у ВРУ

Тричі був обраний народним депутатом України:
- 2013 — у травні став кандидатом у народні депутати на довиборах до ВРУ на виборчому окрузі № 224 (Севастополь)[44][45]. 7 липня 2013 року переміг із результатом 53,41 % голосів[46], формально склав повноваження голови наглядової ради «Смарт-холдингу».
- 2014 — обраний народним депутатом у ВРУ VIII скликання по списку (№ 11) від партії Опозиційний блок
- 2019 — обраний народним депутатом у ВРУ IX скликання по мажоритарному округу № 57 (Донецька область) від партії Опозиційний блок

### Основні етапи кар'єри
- 5 вересня 2013 року приєднався до фракції Партії регіонів[47].
- У травні 2014 року з Сергієм Матвієнковим та Нестором Шуфричем ініціював у Верховній Раді України законопроєкт, метою якого було виконання Женевських домовленостей, проведення конституційної реформи і «децентралізації влади» в Україні, припинення Антитерористичної операції на Донеччині та Луганщині та схиляння людей скласти зброю та залишити адміністративні будівлі.[48]
- З 27 листопада 2014 року — нардеп ВРУ VIII скликання. Член фракції «Опозиційний блок», голова підкомітету з питань благодійної діяльності та фінансування культури Комітету ВРУ з питань культури і духовності, член групи з міжпарламентських зв'язків з Королівством Норвегія, член групи з міжпарламентських зв'язків з КНР[49].
- 3 листопада 2016 року Генпрокурор Юрій Луценко звернувся із проханням до ВРУ дозволити притягнення до кримінальної відповідальності Новинського[50]. 8 грудня 2016 року ВРУ задовольнила подання, яке підтримали 228 депутатів. Попри те, що після зняття недоторканності Генпрокуратура повинна була вручити Новинському підозру, він проходить у справі як свідок[51]. У липні 2019 року ГПУ закрила кримінальне провадження щодо Новинського в рамках «церковної справи», де його адвокатом був Олег Татаров[52].
- 18 січня 2018 року був одним з 36 депутатів, що голосували проти Закону «Про особливості державної політики із забезпечення державного суверенітету України на тимчасово окупованих територіях у Донецькій та Луганській областях», який втратив чинність на підставі Закону України «Про внесення змін до деяких законів України щодо регулювання правового режиму на тимчасово окупованій території України» від 21.04.2022 № 2217-IX (проект Закону р.№ 7270 від 11.04.2022)[53][54].
- з 10 вересня 2019 є членом комітету з реінтеграції Донбасу[55].
- 6 липня 2022 року заявив про складання повноважень народного депутата України, щоб за власними словами «зосередитись на гуманітарних проєктах, на розвитку національної економіки, служінні Українській Православній Церкві та на відновленні зруйнованих храмів»[56][57]. 8 липня ВРУ затвердила це рішення[58].

## Благодійність

### Допомога Україні в боротьбі проти російської агресії
З початку російського вторгнення в Україну Фонд Вадима Новинського перелаштував роботу таким чином, щоб займатися гуманітарною допомогою постраждалим від війни, ЗСУ. З лютого по жовтень 2022 року Фонд надав допомоги на 900 млн грн. Зокрема, Фонд завіз 101 авто швидкої допомоги. Для лікарень Запоріжжя було придбано медичного обладнання на суму 15 млн грн.

### Підтримка дітей та сиріт
З 2015 року — благодійий фонд Новинського підтримує питулок для дітей-сиріт при Вознесенському Банченському чоловічому монастирі УПЦ МП, де виховуються понад 400 дітей-сиріт. З 2017 року є партнером благодійного проєкту «Допоможи серцю битися», що реалізується на базі ДУ Інститут Серця МОЗ України. Також фонд підтримує програму з реабілітації дітей і молодих людей із діагнозом ДЦП та органічними ураженнями нервової системи, що реалізується на базі Міжнародної реабілітаційної клініки Козявкіна.

### COVID-19
Фонд Новинського та групи Смарт-Холдинг передав інституту Амосова апарат ШВЛ і засоби захисту для лікарів. Фонд доставляв продуктові набори ветеранам і пенсіонерам. За даними фонду, на боротьбу з коронавірусом було витрачено понад 100 млн грн.

## Конфлікти
- 26 березня 2014 року Господарський суд Києва у повному обсязі задовольнив позов «Укртелефільму» про визнання недійсним договору між «Силтек ЛТД» та «Інтерінвестсервісом» (підконтрольна людям Новинського)[70].
- 2013 — мав конфлікт з архієпископом Олександром Драбинком (УПЦ МП). Цей конфлікт із травня 2014 року став предметом кримінального розслідування, у липні 2019 року прокуратура припинила кримінальне провадження[52].
- лютий 2014 — мав сутичку у ВРУ з Порошенком (на той час народним депутатом)[71]. Порошенко назвав Новинського «сукою православною»[72]
- травень 2013 — став кандидатом у народні депутати на довиборах до Верховної Ради на виборчому окрузі № 224 (Севастополь)[73][45]. Під час виборчої кампанії його підозрювали у порушенні виборчого законодавства щодо агітації, зокрема, щодо незаконної агітації на кораблі «Славутич» ВМС ЗС України[74] та в одній зі шкіл Севастополя[75], але ЦВК не визнала це порушення порядку проведення агітації[76][77][78].

## Санкції
Підтримує політику РФ, які підривають і загрожують територіальній цілісності, суверенітету і незалежності України, а також її стабільності та безпеці 2 грудня 2022 року проти Новинського та діячів РПЦвУ було запроваджено персональні санкції з боку України.
24 січня 2023 року доданий до санкційного списку України, санкції проти Новинського було посилено.

## Розслідування

### Державна зрада
У січні 2025 року ДБР повідомило Новинському про підозру у державній зраді та розпалюванні релігійної ворожнечі та ненависті. За даним ислідства, він із початку агресії РФ проти України 2014 року публічно просував російські наративи, а також виконував вказівки керівника РПЦ Гундяєва, тривалий час підтримував із ним тісне спілкування. Новинському заочно повідомлено про підозру у державній зраді (ч. 1 ст. 111 КК України) та порушенні рівноправності громадян залежно від їх расової, національної, регіональної належності та релігійних переконань, скоєних службовою особою (ч. 2 ст. 161).

### Майновий конфлікт
2020 року генпрокурор України Ірина Венедіктова відкрила кримінальну справу проти Новинського за позовом ТОВ «Гратант», яке стверджує, що Новинський протиправно заволодів майном мережі супермаркетів «Амстор», в тому числі заставним і іпотечним майном «Укрексімбанку». Справа була ініційована колишнім бізнес-партнером Новинського — Володимиром Вагоровським.

## Арешти майна
13 квітня 2023 року СБУ арештувала майно Новинського на понад 3,5 млрд грн. Згодом того ж місяця було заарештовано активів на 144 млн грн, зокрема, мільйони кубометрів газу у сховищах Укртрансгазу. 20 квітня СБУ заарештувала газ на суму 144 млн грн, що належав компанії Новинського.
У травні 2023 року СБУ заарештувала активи Новинського на 10,5 млрд грн, мова йшла про елітний готельний комплекс (Park Inn Radisson Troytskaya) у Києві, морський торговий порт «Очаків» та ТЦ у різних містах України.
28 травня 2024 року, за повідомленням міністерства юстиції України, ВАКС стягнув у дохід держави великий морозильний риболовецький траулер «Бухта Соколовская». Вартість траулера, за даними СБУ, може складати близько 1 млрд грн. Траулер належить російському олігарху Олександру Верховському, однак на момент будівництва на заводі «Океан» у місті Миколаєві, траулер фактично належав ТОВ «НАВАЛЬ ЛОГІСТІК», яке належить Вадиму Новінському.

## Сім'я
Новинська Марія Леонідівна — дружина, виховують чотирьох дітей.

## Нагороди
- 8 жовтня 2016 р. від Іонафана з РПЦвУ отримав почесну архієрейську грамоту («враховуючи самовідданий внесок у священну справу захисту конституційних прав, честі і гідності православних громадян України»)[12].
- У 2020 році отримав церковну нагороду від УПЦ МП — камилавку[92].